# 波尔多葡萄酒

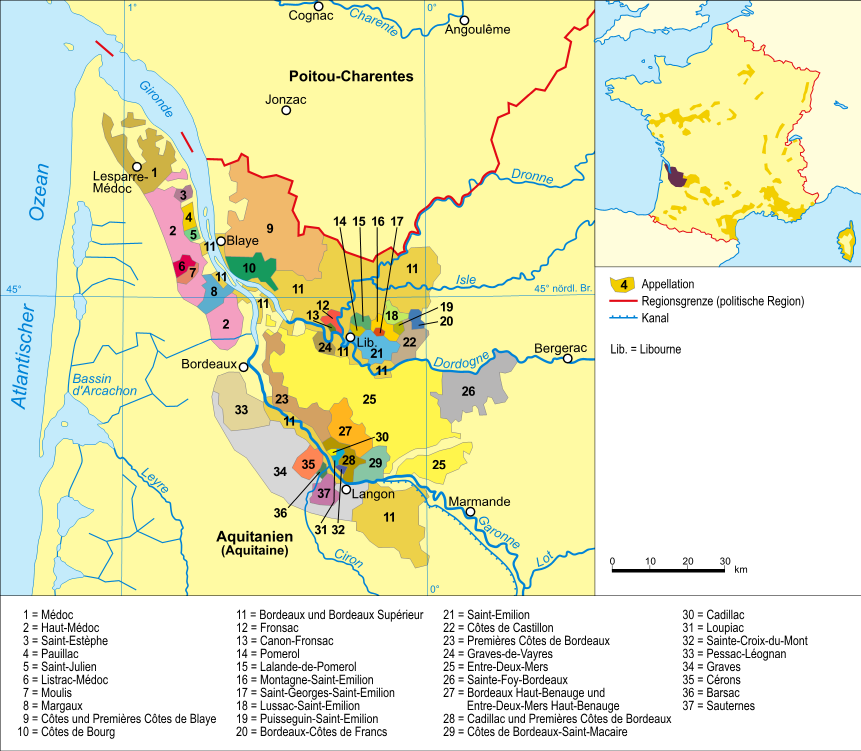
地圖顯示的是波爾多葡萄酒的多數產區。

波爾多葡萄酒是指由法國波爾多地區所產的葡萄酒的總稱。包括從日常餐酒到世界著名的昂貴葡萄酒在內，每年有約7億瓶葡萄酒在此誕生。波爾多葡萄園89%種植面積的葡萄用來生產紅葡萄酒，其他由乾白，甜白和起泡酒組成。波爾多有8500多家生產商或酒莊。

## 气候和地理
波尔多地区酿酒葡萄生长的成功主要是由于良好的自然环境。 该地区主要为石灰岩地质，致使土壤结构含钙丰富。流经波尔多的加龙河可供灌溉用水，加上该地的海洋性气候，种植酿酒葡萄得天独厚。

## 分级[3]
- 1855年的分级制度（The classification of 1855）：这是首个官方分级制度，是在拿破仑三世的要求下为巴黎世界博览会而产生，将葡萄酒分成五类。
- 格拉夫分级制度（The classfication of Graves）：1953年到1959年产生。
- 圣埃米利永（Saint-Emilion）也拥有自己的分级制度。

## 酒标
波多尔酒标一般包括：
1. 波多尔地区证明（必须标注）
2. 酒庄或地区的介绍（选择标注）
3. 葡萄园区名称（必须标注）
4. 85%成分葡萄酒的年份（选择标注）
5. 法国原产地命名控制（AOC）（必须标注）
6. 公司名称，质量，装瓶地（必须标注）
7. 认证批号，酒精度，容量（必须标注）